# کاشانه (مجموعه تلویزیونی)
کاشانه یک مجموعه تلویزیونی محصول ۱۳۷۸ به کارگردانی قاسم جعفری، نویسندگی حمید نعمت‌الله، هادی مقدم دوست و تهیه‌کنندگی قاسم جعفری می‌باشد که از شبکه ۳ پخش شد. این مجموعه در ۲۶ قسمت ۴۵ دقیقه‌ای تهیه شد

## بازیگران
- پژمان بازغی
- یکتا ناصر
- سحر ذکریا
- بهزاد خداویسی
- رضا شفیعی‌جم
- سعید آقاخانی
- تانیا جوهری
- امیرحسین صدیق
- زهره فکور صبور
- اسماعیل داورفر
- نعمت‌الله گرجی
- داود اسدی
- نصرالله رادش
- روشنک عجمیان
- مجید مشیری
- علی اوسیوند
- حمیرا ریاضی
- مهری ودادیان
- شهاب عباسی
- سحر صباغ‌سرشت
- عباس محبوب
- فرزاد حسنی
- فرخ‌لقا هوشمند
- اکبر دودکار
- فاطمه طاهری
- مجید علم‌بیگی
- پروین سلیمانی
- محمدعلی ورشوچی
- سمیرا سیاح
- محسن آراسته
- مینا جعفرزاده
- بهراد خرازی
- میرصلاح حسینی
- محمدتقی شریفی
- احمد قدکچیان
- امیر نوری
- آناهیتا آزادپرور
- حسن مؤذنی
- مهسا مهجور
- حامد کلاهداری
- احمدرضا اسعدی
- رضا منوچهری
- زهره صفوی
- پروین میکده
- علی جاویدفر
- لوریک میناسیان
- بهناز بستان‌دوست
- سعیده عرب
- سوزان عزیزی
- آرش نادی
- شهرزاد جعفری
- کامران فیوضات
- توران قادری
- نگین بهاردار
- ناصر فروغ
- مختار سائقی
- وجیهه لقمانی
- بهزاد مشایخی
- مجید مقدم
- شیوا خسرومهر
- اسماعیل آقاجانی
- ناصر ایزدفر
- مهناز رضازاده
- اسماعیل رضائی
- شهرام فرضی‌پور
- رضا حافظی
- عسل ابراهیمی
- سینا رزمی‌کناره
- امیر گودرزی
- محمد غنچه
- الناز غنچه
- پریناز غنچه
- احمد تکاوری
- مهران روحانی
- فاطمه دلربا
- حسین داودی
- اسماعیل صیدلو
- زهرا حسابدار منفرد
- اسماعیلی مجید
- قاسم بزرگی
- زهرا کمره‌ای
- بسام موسوی
- لیلا نقدی
- نادر محمدی
- شهریار کنعانی
- فرید سجادی‌حسینی
- اصغر امیدوار خرم
- علی دینی
- شاداب شهلائی
- حمید مددی
- طه آران
- جمشید صادقیان
- فرشته رجائی